# Piaristická zahrada
Piaristická zahrada, nazývaná také Zahrady piaristického kláštera, je městský park/zahrada, která byla součástí Piaristického kláštera v Příboře v okrese Nový Jičín. Nachází se také v pohoří Příborská pahorkatina v Moravskoslezském kraji a na Moravě.

## Historie zahrady
Zahrada začala s největší pravděpodobností vznikat v roce 1700, kdy piaristé, tj. katoličtí řeholníci Řádu zbožných škol, dokončili stavbu svého kláštera. Podobně jako ostatní piaristické zahrady i v této zahradě byla za prvořadou považována estetická hodnota zahrady. Piaristé působili především v oblasti vzdělávání chudšího lidu. Část výuky bývala v zahradě, aby se žáci přirozeně učili spojovat teoretické vědomosti s praktickými znalostmi a schopnostmi. Po odchodu piaristů z Příbora ve 2. polovině 19. století byly zahrady využívány až do roku 1938 studenty místního učitelského ústavu. Ve 2. polovině 20. století zahrady využívalo odborné učiliště národního podniku Tatra. Později byla část zahrady využívána organizací Muzeum Novojičínska při pořádání veřejných akcí. Zdařilá rekonstrukce a revitalizace zahrady byla zahájena v roce 2014 a ukončena v roce 2015. Byla provedena podle historických pramenů a zadání investora, kterým je město Příbor.

## Popis zahrady
Cílem rekonstrukce a revitalizace zahrady bylo obnovení původní historické křížové koncepce zahrady. Z původních prostorotvorných a funkčních prvků se dochovala pouze ohradní zeď zahrady a zbytek je nově postaven pokud možno co nejvíce v historické podobě. Zahrada má plochu 0,53 ha a je rozdělena do dvou částí - Horní zahrady a Dolní zahrady.

### Horní zahrada
Horní zahrada je s kašnou, chodníčky, posezením, hájkem, bylinkovou zahrádkou, altánem a pódiem pro kulturní a hudební vystoupení.

### Spodní zahrada
Spodní zahrada je odpočinkový sad a jakýmsi myšlenkovým pokračováním piaristické filozofie. Hlavními motivy jsou zde „sad“ (připomínka pěstitelských aktivit piaristů), „potok“ (element vody jako symbolu života a očisty) a „okno“ (symbolické otevření všem názorům, filozofiím, myšlenkám, úhlům pohledu, možnostem a nápadům ve spojení s rozvojem pravého vzdělání).

## Další informace
Zahrada je volně přístupná jen v letním období v době otvíracích hodin.

## Galerie

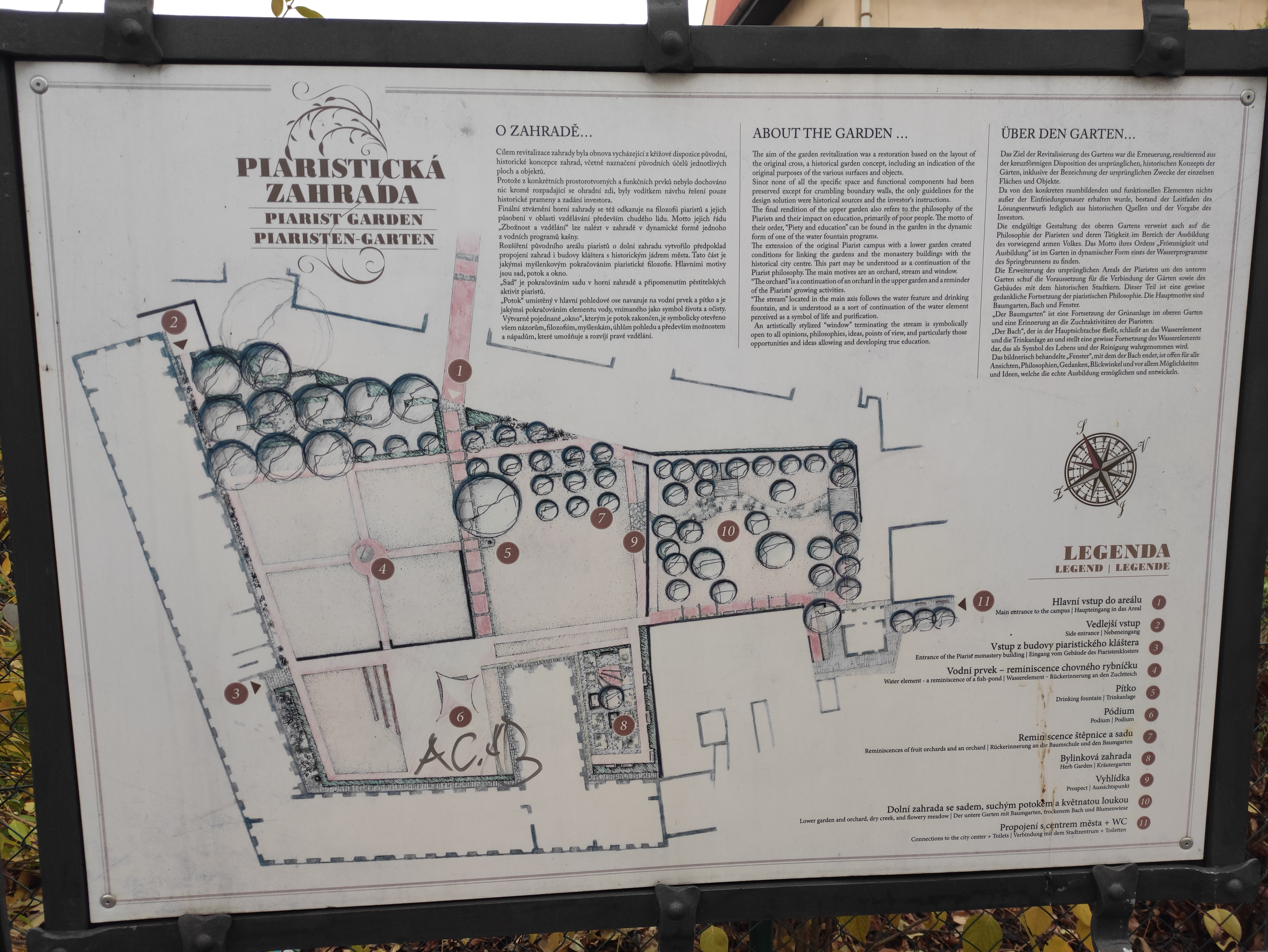
Informační panel s mapou zahrady
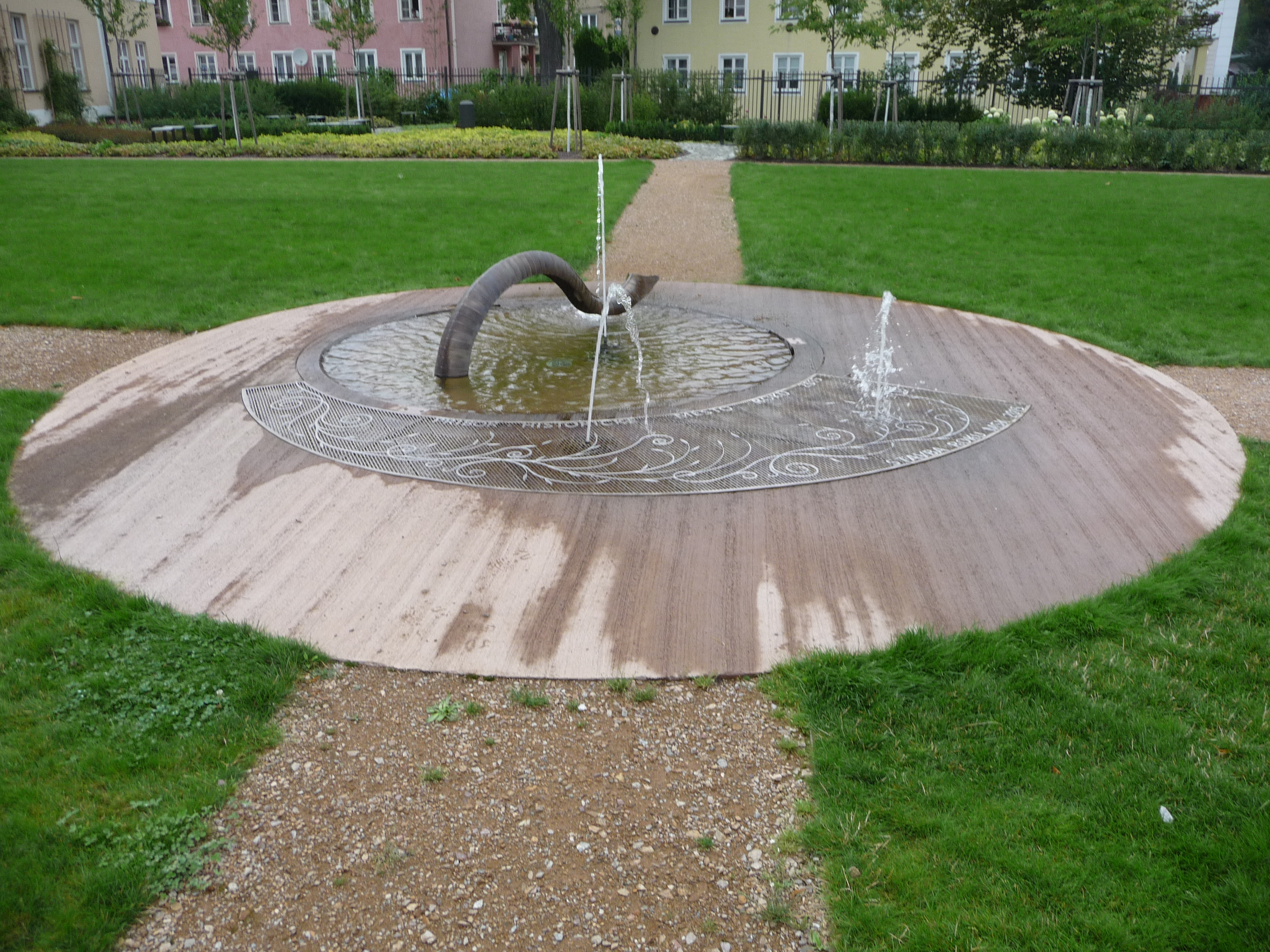
Fontána v zahradě